# 차크 이보여
차크 이보여(헝가리어: Csák Ibolya, 1915년 1월 6일 ~ 2006년 2월 10일)는 헝가리의 육상 선수이다.
부다페스트의 유대인 집안에서 태어나 1936년 베를린 올림픽 높이뛰기 금메달리스트로 가장 잘 알려진 차크는 1938년 유럽 선수권 대회에서 드문 상황에 우승하여 양 대회를 우승한 첫 헝가리 여성 선수이다.
베를린 올림픽에서 우승은 높이뛰기 역사에서 가장 어려운 경기에서 딴 우승 중의 하나였다. 3명의 선수들이 160cm를 제거하였으나, 아무도 162cm를 제거하지 못하였다. 그들에게 4번째 기회가 주어졌으나, 차크만이 그 높이를 제거할 수 있었다.
그녀는 나치 올림픽에서 메달을 딴 유대인 선수들 중의 하나였다.
그녀가 높이뛰기에서 제거한 높이는 다음 24년 동안 헝가리 기록에 남아있었다.
그녀는 2개의 멀리 뛰기 타이틀을 포함하여 9개의 국내 타이틀을 우승하였다.
1929년부터 1939년까지 국립 체조 클럽의 경연자로서, 체조 선수(1929~32)와 육상 선수(1933~39)로 활약하였다. 향년 92세의 나이로 부다페스트에서 사망하였다.

## 같이 보기
- 1936년 하계 올림픽